# Siphunculina lobeliaphila
Siphunculina lobeliaphila är en tvåvingeart som beskrevs av Curtis W. Sabrosky 1951. Siphunculina lobeliaphila ingår i släktet Siphunculina och familjen fritflugor. Inga underarter finns listade i Catalogue of Life.